# Flakbatterie Langwarden
Die schwere Flakbatterie Langwarden war im Zweiten Weltkrieg eine verbunkerte Stellung der Marine-Flak im Norden Butjadingens.

## Lage und Aufbau
Die Anlage befand sich westlich von Langwarden im Norden von Ruhwarden und Mürrwarden hinter dem Seedeich zwischen den Straßen Langwarder Meide und Mürrwarder Straße. Auf dem Deich befand sich ein Radargerät vom Typ Würzburg. Die Flakbatterie war baugleich mit den Batterien in Schweiburg in Seefeld. Sie bestand aus vier oberirdischen Geschützbunkern die um einen verbunkerten Leitstand angeordnet waren. Westlich der Mürrwarder Straße gab es einen Maschinenbunker mit 2-cm Stand, eine Unterkunftsbaracke und einen zweiten Leitstand.

## Organisatorische Eingliederung

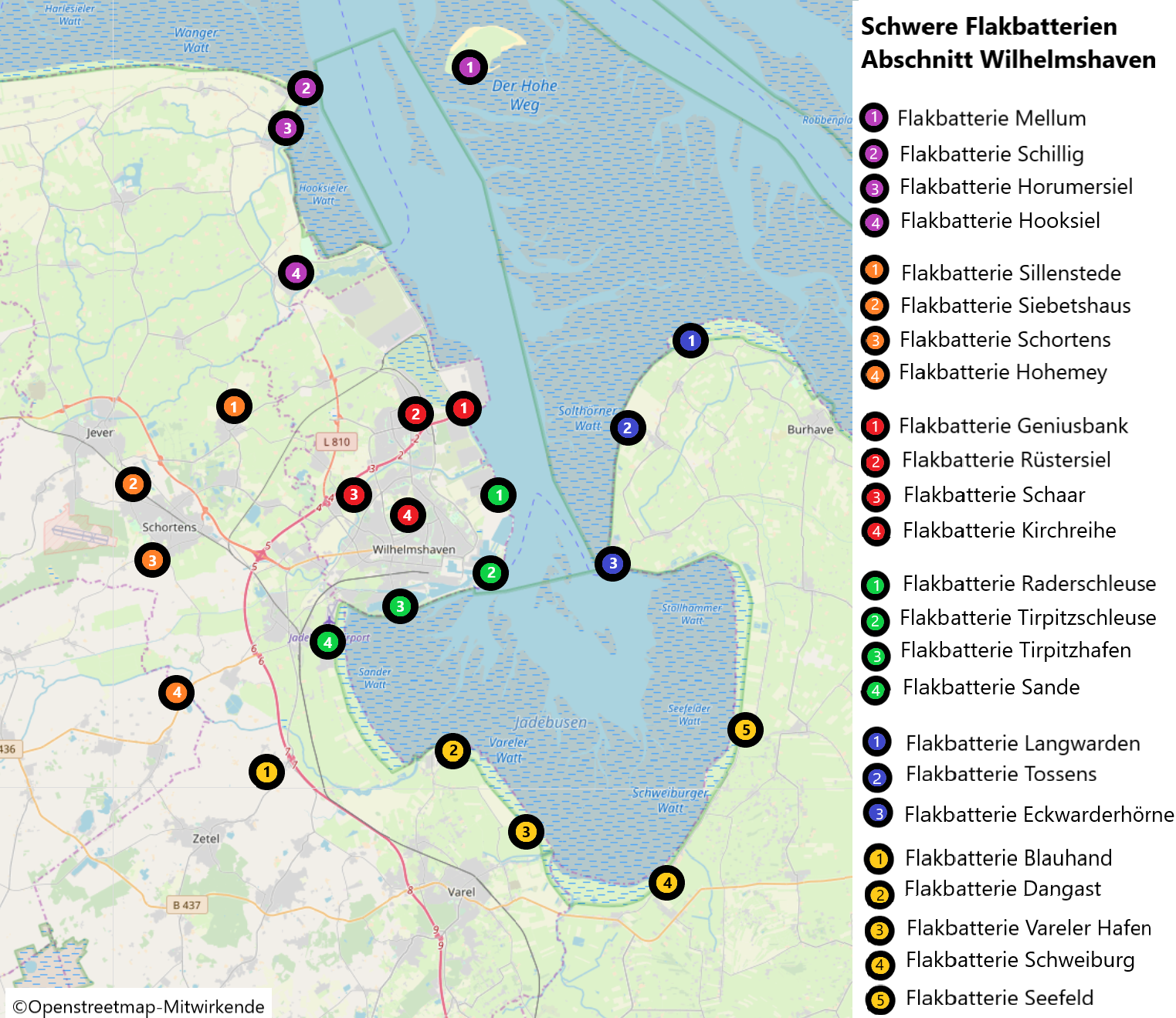
Position der Flakbatterien im Abschnitt Wilhelmshaven

Für die Küstenverteidigung war der Küstenbefehlshaber Deutsche Bucht verantwortlich. Die Batterie gehörte als Teil der II. Marineflakbrigade zum Abschnitt Wilhelmshaven. Die Flakbatterie gehörte zur Marineflakabteilung 272, deren Flakuntergruppenkommando Ost in Tossens lag.

## Geschichte
Die Bunkerbatterie Langwarden wurde am 1. Dezember 1940 gefechtsbereit gemeldet.

## Bewaffnung
Die Bewaffnung der Bunkerbatterie bestand aus vier 10,5-cm-Geschützen. Sie war nach Westen mit einem 2-cm-Flakstand abgesichert, der sich auf dem Deich befand. Der Maschinenbunker verfügte auch über ein 2-cm-Geschütz.